# Granzote e os Guerreiros da Luz
Madō King Granzort (魔動王グランゾート, Madō Kingu Guranzōto) é uma série de anime produzida pela Bandai Visual e animada pelo estúdio Sunrise, tendo um total de 41 episódios, 2 OVAS e 1 filme. Estreou no Japão pela NTV entre 7 de abril de 1989 até 2 de março de 1990. No Brasil a série chegou através de VHS sob o título de Granzote e os Guerreiros da Luz pela Vídeo Arte.

## Enredo
Em 2050, depois de um grande terremoto, a Lua é um lugar habitável com atmosfera, gravidade e também atração turística. 50 anos depois, a Lua é habitada por seres humanos. Um menino chamado Daichi chega na Lua e ouve as estranhas histórias sobre as pessoas com orelhas de coelho. Logo ele conhece V-Mei, uma velha bruxa e sua neta Guri Guri, os membros da corrida das Orelhas Longas, que está em guerra com o malvado Jadou Clan que quer conquistar o mundo. Sentindo um poder no menino, V-Mei dá a arma mágica para Daichi e lhe revela que ele é o guerreiro Madou escolhido quem vai salvar a corrida das Orelhas Longas e a terra de Rabiluna do Jadou Clan. Com a arma mágica, Daichi pode convocar Granzort - o Madou Rei da Terra - um robô gigante para lutar contra os monstros do Jadou Clan.
Logo, Daichi, V-Mei e Guri Guri conhecem outros dois meninos - Gus e Rabi. Gus recebe um arco mágico que convoca Winzart - o Madou Rei do vento, enquanto Rabi recebe um poder que convoca Aquabeat - o Madou Rei da Água. Juntos, Daichi, Gus, Rabi, V-Mei e Guri Guri viajam para o mundo de Rabiluna, a fim de libertá-la do Jadou Clan.

## Músicas
- Abertura

"Hikari no Senshi-tachi (Soldiers of Light)" de Kenji Suzuki
Letras: You and Hisa Araki, Composição: Yukihide Takekawa, Arranjos: Yamamoto Takeshi
- Encerramento

"Horore chuchu parero" de Tomoko Tokugaki
Letras: You and Hisa Araki, Composição: Kosugi Yasuo, Arranjos: Yamamoto Takeshi

## Dublagem brasileira
- Antônio Moreno como Granzote
- Marli Bortoletto como Cenourinha
- Sérgio Rufino como Daichi Haruka
- Wendel Bezerra como Guto
- Borges de Barros como Agramant
- Guilherme Lopes como Shaman
- Mário Jorge de Andrade como Nabu
- Patrícia Scalvi como Enuma
- Waldyr de Oliveira como Dr. Maleficus
- Distribuidora: Vídeo Arte
- Estúdio de dublagem: S&C São Paulo